# Antestrix bicolor
Antestrix bicolor är en stekelart som beskrevs av Van Achterberg 1987. Antestrix bicolor ingår i släktet Antestrix och familjen bracksteklar. Inga underarter finns listade i Catalogue of Life.